# Cryptochetidae
Cryptochetidae (лат.) — семейство насекомых из отряда двукрылых.

## Внешнее строение
Тело темное коренастое, с металлическим блеском. Глаза большие опушённые. Щёки узкие. Лоб без щетинок. Щиток большой, треугольной формы. Крылья блестящие, жилки коричневые. Ноги без щетинок, коготки лапок простые.

## Биология
Они являются паразитами червецов (Margarodidae) подсемейства Monophlebinae. Мухи откладывают яйца в тело червецов, где в будущем личинка мухи будет развиваться. В теле червеца могут развиваться сразу несколько личинок этих мух. В конце развития личинки она убивает хозяина и в пустой оболочке тела червеца превращается в куколку. Австралийский вид Cryptochetum iceryae был интродуцирован в Калифорнию и Чили для биологической борьбы с червецом вида Icerya purchasi. Взрослые мухи бывают очень назойливыми, они летают возле глаз животных и человека и садятся возле глаз, где пьют слезную жидкость.

## Классификация
В семействе 3 рода и 34—41 видов
- Cryptochetum Rondani, 1875 — Голарктика, Ориентальная область, Австралия, 32—39 видов.
- Librella McAlpine, 1976 — Австралия, 1 вид
- † Phanerochaetum Hennig, 1965 — Балтийский янтарь, 1 вид